# نيوتن كيم
نيوتن كيم هي قرية في الرعية المدنية لنيوتن كايم كوم تولستون بالقرب من نهر وارف، في مقاطعة سيلبي، في مقاطعة شمال يوركشاير الإنجليزية. يبلغ عدد سكان الرعية المدنية في تعداد 2011 م 275. وتقع بالقرب من مدينة Tadcaster. لوسائل النقل يوجد طريق A659 بالجوار. ويوجد في نيوتن كيم كنيسة وقلعة تسمى قلعة كيم .

## تاريخ
ورد ذكر نيوتن كيم في كتاب يوم القيامة على أنها تنتمي إلى الكونت روبرت أوف مورتين، ولها 15 قرويًا وكاهنًا واحدًا.  فكانت الكنيسة معروفة في الموقع منذ القرن الثاني عشر على الأقل، والهيكل الحالي وكنيسة القديس أندرو، مدرجتان في الدرجة الأولى.   واشتق اسم القرية من اللغة الإنجليزية القديمة Neowa tun، مما يعني منزل جديد (أو قرية) وبالإضافة إلى اسم كيم، وهو لقب لإحدى عائلات العزبة في القرية.  وفي القرن الثالث عشر، انتقلت العزبة و advowson إلى عائلة كيم التي نشأت في كيستيفن في لنكولنشاير.  وتقع القرية في الطرف الشمالي الغربي من مقاطعة سيلبي، في منطقة الحزام الأخضر، والجزء الرئيسي من القرية في منطقة محمية.   وتقع نيوتن كيم على 1.5 ميل (2.4 كـم) شمال تادكاستر و 5 ميل (8 كـم) شرق ويذربي. 
يقع في غرب القرية موقع حصنين رومانيين، ومعسكرين رومانيين، ومحاذاة من العصر الحديدي، وعربات من العصر البرونزي، ونصب تذكاري من العصر الحجري الحديث. وتم تخصيص الموقع كنصب تذكاري مجدول.  تم بناء قاعة نيوتن كيم والملكية في القرن الثامن عشر من قبل الأدميرال روبرت فيرفاكس. تعد القاعة من الدرجة الثانية * مدرجة مع حدائق واسعة ذات مناظر طبيعية.   قلعة كيم، والتي يقع موقعها إلى الشرق من القاعة، وربما كانت مقر Fairfaxes حتى قام Robert Fairfax ببناء قاعة نيوتن كيم. ويُعتقد أن القلعة قد هدمت في القرن السادس عشر. 
اعتادت قرية نيوتن كيم بأن يكون لها محطة سكة حديد على طريق هاروغيت - تشيرش فينتون، والذي كان يقع على الجانب الجنوبي من الطريق A659.  تم إغلاقه في عام 1964. كان يوجد مصنع للورق والتعبئة في الأبرشية، ولكن تم إغلاقه في عام 2001 وكان مهجورًا حتى عام 2016، عندما تم بناء مجموعة جديدة من المنازل في الموقع.  
في تعداد عام 2001، كان عدد سكان الرعية 281 نسمة، والذي انخفض بشكل حاد إلى 275 بحلول وقت تعداد 2011. وفي عام 2015، قدر مجلس مقاطعة شمال يوركشاير عدد السكان بـ 270. 

## مشاهير
- ولد روبرت فيرفاكس ، والأدميرال في البحرية الملكية ودفن في القرية [16]
- أوين أوجليثورب ، أسقف كارلايل الذي توج الملكة إليزابيث الأولى [17]

## روابط خارجية
- Map of the village
- Parish council website
- Newton Kyme on About Britain